# Visite sous-marine du Maine
Visite sous-marine du Maine" (Visita sottomarina al "Maine") è un cortometraggio diretto da Georges Méliès (Star Film 147) della durata di circa 1 minuto in bianco e nero.
Il film presenta un'ambientazione sottomarina, con pesci che nuotano, ottenuta filmando attraverso un acquario.

## Trama
Il film era tratto da un fatto di cronaca.
Tre sommozzatori entrano dal fondo del mare nella frattura sulla chiglia dell'USS Maine, una nave americana realmente affondata nel 1898, e ne traggono fuori un corpo (un manichino), che legano e mandano in superficie, poi iniziano a risalire con la scala di corde.